# Hugo Häring
Hugo Häring (Biberach an der Riß, 11 maggio 1882 – Göppingen, 17 maggio 1958) è stato un architetto tedesco noto per i suoi saggi sull'architettura organica e per la sua partecipazione al dibattito dottrinale sul funzionalismo negli anni venti e trenta.

## Biografia

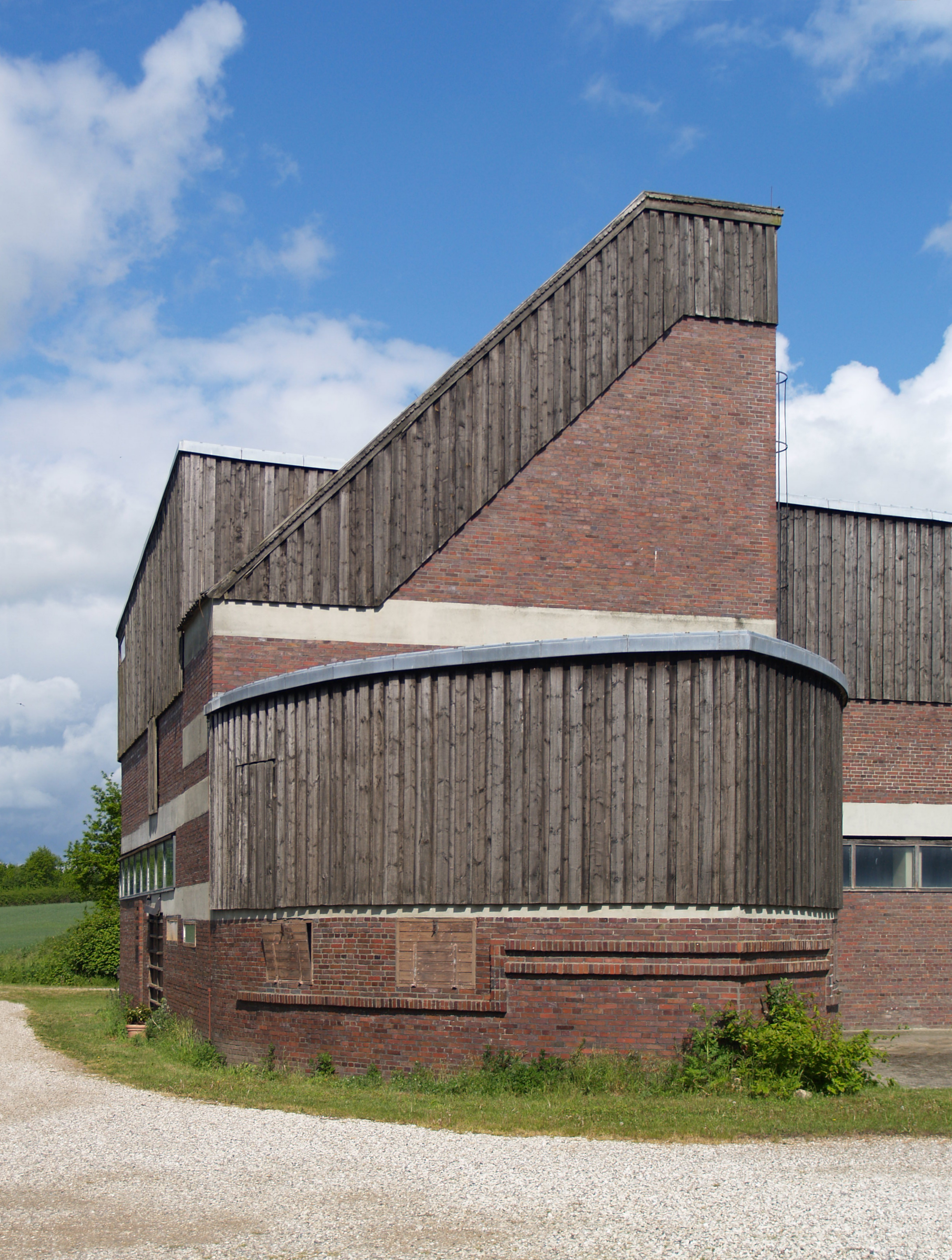
Fattoria modello a Garkau, Scharbeutz, 1922-28

Hugo Häring nacque l'11 maggio 1882 a Biberach an der Riß, nel land del Baden-Württemberg, in Germania. Studiò presso il politecnico di Stoccarda e poi di Dresda (1899-1902), dove ebbe modo di avvicinarsi al pensiero architettonico di Fritz Schumacher e Theodor Fischer. Ormai fermo nella decisione di voler esercitare l'architettura, Häring si spostò dapprima a Ulm, per poi trasferirsi ad Amburgo (1914) e finalmente stabilirsi a Berlino, ove giunse nel 1918, contestualmente alle nozze con l'attrice Emilia Unda.
Berlino era una città all'epoca percorsa da fermenti architettonici assai intensi. Essa, infatti, coagulava tutti quegli architetti che, affaticati dall'architettura tradizionale di stampo guglielmino, intendevano dare vita a un'arte rispondente alle esigenze di vita e di lavoro delle masse popolari, tradizionalmente escluse dalla vita culturale tedesca. Häring, supportando con fervore questa causa, aderì dapprima al movimento artistico Novembergruppe, per poi partecipare alla mostra berlinese dedicata alla nuova architettura nel 1924 e fondare il gruppo Ring insieme a Ludwig Karl Hilberseimer, Erich Mendelsohn, Ludwig Mies van der Rohe, Bruno Taut e tutti quegli altri architetti interessati a nuove politiche abitative per la città, più giuste nei confronti del popolo. Sempre nella prospettiva di divulgare e discutere l'architettura moderna Haring nel 1929 fu tra i membri fondatori del CIAM (Congrès International de Architecture Moderne), del quale egli rimase a lungo uno dei maggiori animatori in qualità di vice-rappresentante della sezione tedesca.
L'intensa partecipazione di Häring al clima culturale tedesco subì una brusca battuta d'arresto nel 1933, anno in cui ascese al potere Adolf Hitler. Pur rimanendo in Germania, a differenza di architetti come Bruno Taut ed Erich Mendelsohn che furono costretti a scegliere la via dell'esilio, l'opera di Häring fu aspramente condannata dalla propaganda nazionalsocialista, per la quale egli si trattava di un esempio assolutamente negativo del Modernismo: Häring, ormai perseguitato dall'etichetta di «artista degenerato», fu così costretto all'inerzia e al dolore, con pochissime occasioni per progettare e costruire. Divenuto direttore di un istituto privato di progettazione a Berlino nel 1935, Häring - patendo, ormai, un definitivo esaurimento delle sue energie creative - si trasferì a Biberach nel 1945, per poi spegnersi a Göppingen il 17 maggio 1958.

## Opere e pensiero
Annoverato tra gli interpreti più sensibili dell'architettura moderna in Germania, Hugo Häring è stata una personalità assai significativa sia sul piano teorico che su quello più strettamente progettuale. Ad Häring, infatti, sono ascrivibili numerosissime realizzazioni, quali la fattoria modello a Garkau, nei pressi di Lubecca (1923-25), la nuova sistemazione del parco del Principe Alberto di Berlino (1924), la Manifattura Tabacchi a Neustadt (1925), le case a schiera del quartiere Zehlendorf (1926), le case d'appartamento a Wedding (1928), le case in linea realizzate nel quartiere Siemensstadt a Berlino-Charlottenburg (1929), il quartiere di Kochenhof a Vienna (1933), la casa Ziegler a Berlino-Steglitz (1936), la casa von Prittwiz sulle rive del lago di Starnberg (1937) e un complesso scolastico a Torbole sul Garda, in Italia (1938).

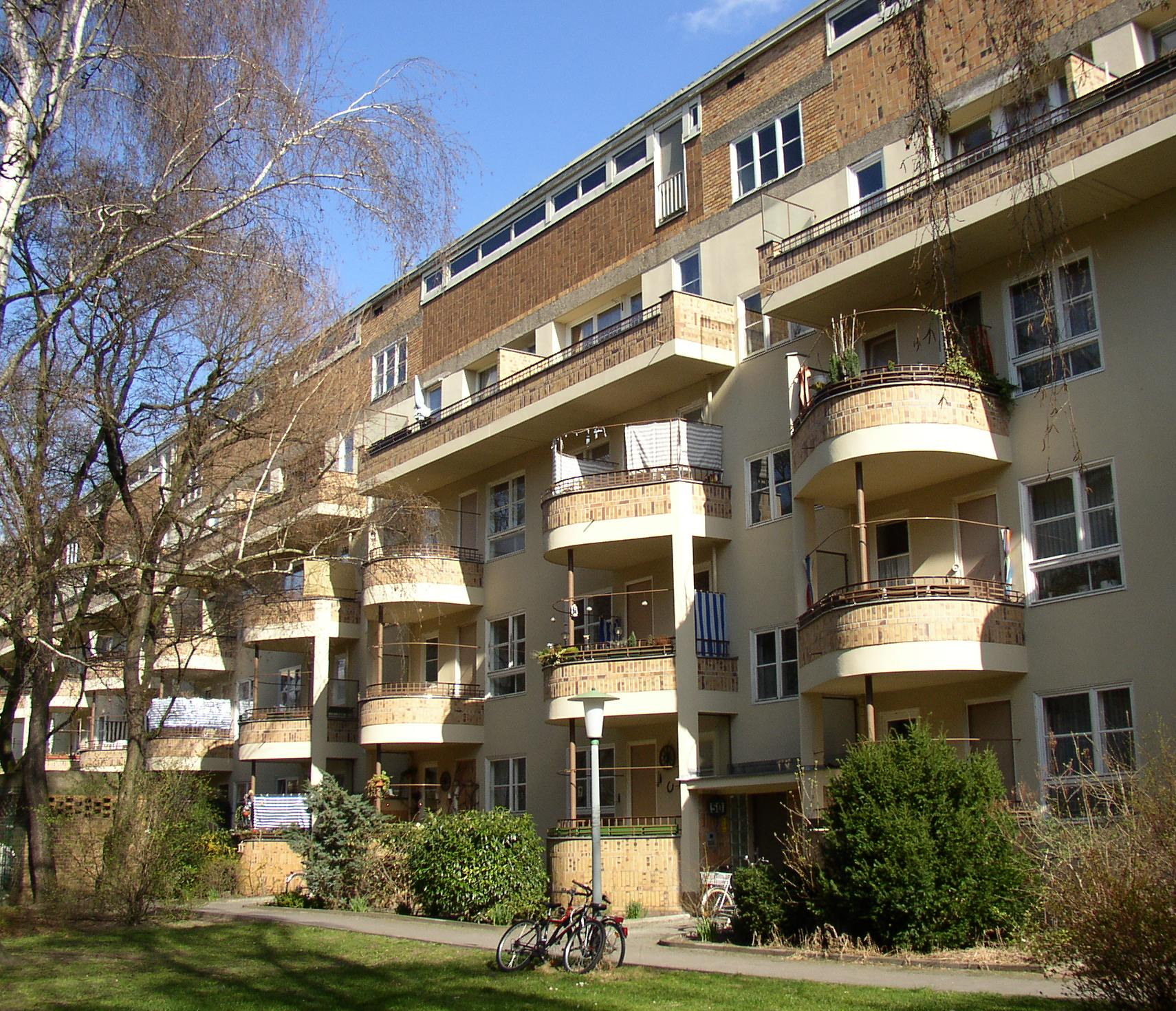
Case del quartiere Siemensstadt, Berlino, Charlottenburg-Nord, Germania

Ma a quale stile sono riconducibili tutte queste realizzazioni architettoniche? Häring, come si è detto, è un architetto moderno, e alle questioni di estetica antepone il problema della funzione, nel senso che le forme di un edificio secondo il suo giudizio devono essere purificate da ogni intento ornamentale e decorativo e determinate direttamente dalle funzioni cui esso è determinato. A questo indirizzo stilistico sono riconducibili le esperienze di molti altri architetti, come Bruno Taut, Eric Mendelsohn ed altri: allo sturm und drang impetuoso e visionario di questi ultimi, animati soprattutto nella fase giovanile da un'ebbrezza inventiva così fervida da risultare a tratti persino delirante, agghiacciante (si pensi agli «schizzi immaginari» di Hans Scharoun della prima guerra mondiale), Häring adotta una via architettonica altra legittima come quella dei propri colleghi, ma più profonda, pacata, distante dall'esprit de géométrie eccessivamente rigoroso dei razionalisti e maggiormente vicina a una sensibilità più spiccatamente organica, come osservato dal critico d'arte Bruno Zevi:
Di seguito, invece, si riporta una citazione dello stesso Häring, risalente al 1925:
(Hugo Häring)
Al 1932, invece, risale la seguente citazione, sempre dell'Häring, dove ben si comprende il suo dissenso verso le rigorosissime geometrizzazioni lecorbusierane:
(Hugo Häring)